# Nowenna
Nowenna (od łac. novem – dziewięć) – cykliczne nabożeństwo paraliturgiczne w Kościołach chrześcijańskich lub prywatna modlitwa, zanoszona do Boga lub świętych przez dziewięć kolejnych dni, miesięcy lub lat. Nowenny są dozwolone, a nawet zalecane przez władze kościelne, ale wciąż nie mają właściwego i w pełni ustalonego miejsca w liturgii Kościoła.
Nowenny zazwyczaj poprzedzają większe święto lub uroczystość, np. nowenna przed Niedzielą Miłosierdzia Bożego, zaczynająca się w Wielki Piątek, nowenna przed Jubileuszowym Aktem Przyjęcia Jezusa za Króla i Pana czy nowenna mająca na celu przygotowanie duchowe do beatyfikacji lub kanonizacji.
Istnieją też nowenny odprawiane w dłuższych okresach czasu, np. nowenna pompejańska (54 dni, czyli 6 × 9 dni), wielka nowenna do św. Józefa (9 tygodni), dziewięcioletnia Wielka Nowenna przed milenium chrztu Polski (1957–1966) czy dziewięcioletnia Wielka Nowenna Fatimska (2009–2017) przed stuleciem objawień Matki Bożej w Fatimie. Znane są też tzw. nowenny nieustające, odprawiane zawsze w określonym dniu, np. Nowenna do Matki Bożej Nieustającej Pomocy, odprawiana w każdą środę. 
Nowenny znane są od starożytności, ale szczególnie popularne stają się od XVII wieku. Ich pierwowzorem jest modlitewne oczekiwanie apostołów w Wieczerniku na zesłanie Ducha Świętego po wniebowstąpieniu Jezusa, z którego wywodzi się starożytna tradycja modlitwy przez dziewięć dni między Wniebowstąpieniem a Niedzielą Pięćdziesiątnicy.  
Większość nowenn zalicza się do kategorii modlitw prywatnych, odmawianych wytrwale dla uzyskania szczególnej łaski dla siebie, dla bliźnich albo w jakiejś innej intencji. 
Nowenny są najczęściej praktykowane przez członków Kościoła rzymskokatolickiego, ale także przez anglikanów, starokatolików, prawosławnych i luteranów. Nowenny bywają również wykorzystywane w kontekście ekumenicznym.
W Kościołach mariawickich szczególnie ważne jest wspólnotowe odmawianie nowenny do Ducha Przenajświętszego przed Zielonymi Świątkami oraz nowenny do Matki Boskiej Nieustającej Pomocy.